# Urania (ketch)
Pour les articles homonymes, voir Urania.
L’Urania est un ketch-marconi, bateau-école de la marine royale des Pays-Bas lancé en 2004.

## Histoire
Il est le sixième à porter ce nom d'Urania, muse des astronomes dans la mythologie grecque, car la marine royale possède un bâtiment de ce nom depuis 1830.
Il a  participé pour la première fois à l'Armada 2013 à Rouen après sa participation à la Tall Ships Races 2013, en classe D, en mer Baltique.

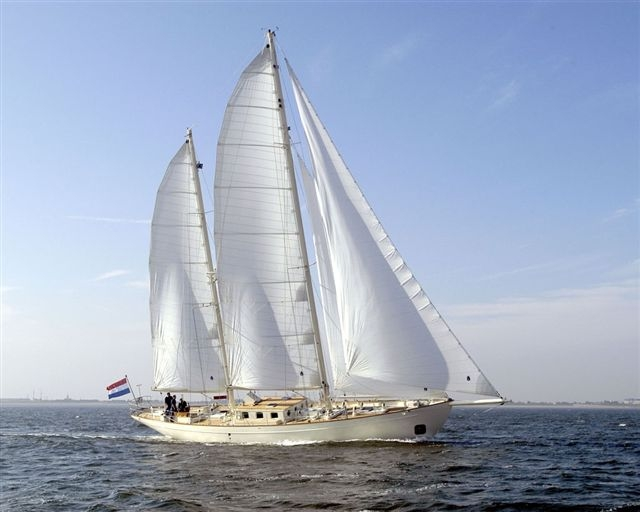
Sous voile

Il a été présent à Brest 2016.
Il est annocé à l'Armada Rouen 2023.